# Ismail bin Omar Abdul Aziz
Ismail bin Omar Abdul Aziz (malaiisch Ismail bin Omar Abdul Aziz Pehin Datu Seri Maharaja Dato Seri Utama Awang Haji; * 1911 in Johor in Malaysia; † 1994 in Bandar Seri Begawan in Brunei) war ein Vizemufti von Johor, ein Chefkadi von Johor und der erste Mufti Negara Brunei (Staatsmufti von Brunei).

## Leben
Ismail bin Omar Abdul Aziz stammt aus Johor in Malaysia. Er studierte in Ägypten an der Azhar-Universität und an der Universität Kairo. 1956 ist er zum Vizemufti von Johor ernannt worden. Von 1958 bis 1961 war er der Chefkadi von Johor. 1962 ist er für drei Jahre zum Mufti Negara Brunei ernannt worden. Nachdem dieses Amt zwei Jahre unbesetzt gewesen war, ist er 1967 zum Mufti Negara Brunei auf Lebenszeit ernannt worden. Er übte dieses Amt bis zu seinem Tod 1994 aus. Er ist in dem Kubah Makam Diraja Brunei, nämlich dem Mausoleum der Rajas von Brunei, begraben.
In seinen Amtszeiten von 1962 bis 1965 und von 1967 bis 1994 erließ er zahlreiche Fatwas für die Sunniten in Brunei. Er veröffentlichte 20 Bücher in 31 Ausgaben (einschließlich der nach seinem Tod erschienenen Ausgaben) in 4 Sprachen (einschließlich der übersetzten Ausgaben). In seinem Buch Fatwa mufti kerajaan sepanjang tahun 1962–1969. hat er unter anderem den Verkauf alkoholischer Getränke in Brunei verboten. Deshalb hat er in weiten Teilen Ostsüdasiens den Spitznamen Sunnaverteidiger erhalten.

## Werke (Auswahl)
- Fatwa mufti kerajaan sepanjang tahun 1962–1969. Jabatan Mufti Kerajaan, Jabatan Perdana Menteri, Negara Brunei Darussalam, neue Ausgabe 2001, ISBN 978-99917-33-35-7. (malaiisch)
- Hukum Islam mengenai pertunangan, pernikahan, dan perceraian. (Islamische Rechtsprechung zu Verlobungen, Heirat und Scheidung in Brunei.) 1987, 2007. (malaiisch)
- Pandangan Islam. 1980. (malaiisch)
- Islamic judicial law opinions from Brunei. Collection of fatwas. Umur manusia dan penggal-penggalnya, 1999. (englisch)
- Dasar-dasar Ahli Sunnah Wal Jamaah dalam pentadbiran negara. 1985, 1986. (malaiisch und englisch)
- Tasawuf dan tarekat menurut pandangan ahli sunnah wal jamaah. (malaiisch)
- Rawatan dan kesihatan: himpunan fatwa mufti kerajaan Negara Brunei Darussalam mengenai amalan, rawatan dan kesihatan 1962–2001. (malaiisch)
- Tanda-tanda hampir kiamat. (malaiisch)